# 가시마정 (후쿠시마현)
가시마정(일본어: 鹿島町 가시마마치[*])는 후쿠시마현 소마군에 있던 정이다. 2006년 1월 1일 가시마정 및 하라마치시, 소마군의 오다카정 등 3개 시·정이 합병하여 미나미소마시가 신설되고 폐지되었다. 가시마정이 정내에 지역 자치구인 가시마구가 설치되어 있다. 

## 지리
태평양에 면한 마을로, 마을 서쪽은 아부쿠마 고원지대이며, 마을 안을 마노가와강이 흐른다. 남북을 소마시와 하라마치시에 둘러싸인 위치에 있으며, 국도 6호선과 조반선이 마을을 남북으로 가로지른다. 

## 역사
- 1889년 4월 1일 - 정촌제 시행에 의해 나메카타군 가시마촌이 성립하였다.
- 1896년 - 나메카타군, 우타군과 합병해 소마군이 되었다.
- 1898년 12월 1일 - 가시마촌이 정으로 승격, 가시마정이 되었다.
- 1954년 3월 31일 - 가시마정 및, 마노촌, 야사와촌, 가미마노촌등 4개 정·촌이 합병하여 새로운 가시마정이 설치되었다.
- 2006년 1월 1일 - 가시마정 및 하라마치시 오다카정 등 3개 시·정이 합병하여 미나미소마시가 신설되고, 가시마정 등은 폐지되었다.

## 교통

### 철도
- 동일본 여객철도 조반선

### 도로
- 조반 자동차도
  - 미나미소마 가시마SA/스마트IC
- 일반국도
  - 국도 6호선